# Muhutwe
Muhutwe è una circoscrizione rurale (rural ward) della Tanzania situata nel distretto di Muleba, regione del Kagera. Conta una popolazione di 11 491 abitanti (censimento 2012).